# Maydenoptila cuneola
Maydenoptila cuneola is een schietmot uit de familie Hydroptilidae. De soort komt voor in het Australaziatisch gebied.